# Israel-Premier Tech
L'Israel-Premier Tech, nota in passato come Israel Cycling Academy e Israel Start-Up Nation, è una squadra maschile israeliana di ciclismo su strada con licenza di UCI ProTeam. 
Attiva come formazione Continental a partire dal 2015, nel 2017 ha assunto licenza di squadra Professional Continental e nel 2018 ha partecipato per la prima volta al Giro d'Italia, partito quell'anno da Israele; l'invito è stato confermato anche nell'edizione 2019 della "Corsa rosa". Nel 2020 ha rilevato la licenza World Tour del dismesso Team Katusha Alpecin, mantenendola per tre stagioni. Dal 2023 è di nuovo attiva come ProTeam (seconda divisione del ciclismo mondiale).

## Cronistoria

### Annuario
| Anno | Codice | Nome                   | Cat. | Biciclette  | Dirigenza |
| ---- | ------ | ---------------------- | ---- | ----------- | --- |
| 2015 | CAT    | Cycling Academy        | CT   | Specialized | Manager: Ran Margaliot Dir. sportivi: Drod Pekatch, Ján Valach |
| 2016 | CAT    | Cycling Academy        | CT   | Specialized | Manager: Ran Margaliot Dir. sportivi: Drod Pekatch, Ján Valach, Nicki Sørensen, Matteo Algeri |
| 2017 | ICA    | Israel Cycling Academy | PCT  | Cannondale  | Manager: Ron Baron Dir. sportivi: Ran Margaliot, Kjell Carlström, Óscar Guerrero |
| 2018 | ICA    | Israel Cycling Academy | PCT  | De Rosa     | Manager: Ran Margaliot Dir. sportivi: Kjell Carlström, René Andrle, Mario Chiesa, Óscar Guerrero, Lionel Marie, Eric Van Lancker, Xabier Zabalo                                                                |
| 2019 | ICA    | Israel Cycling Academy | PCT  | De Rosa     | Manager: Kjell Carlström Dir. sportivi: Kjell Carlström, René Andrle, Óscar Guerrero, Lionel Marie, Nicki Sørensen, Eric Van Lancker                                                                           |
| 2020 | ISN    | Israel Start-Up Nation | WT   | Factor      | Manager: Kjell Carlström Dir. sportivi: Kjell Carlström, René Andrle, Claudio Cozzi, Dirk Demol, Zakkari Dempster, Óscar Guerrero, Lionel Marie, Nicki Sørensen, Eric Van Lancker                              |
| 2021 | ISN    | Israel Start-Up Nation | WT   | Factor      | Manager: Kjell Carlström Dir. sportivi: Kjell Carlström, René Andrle, Claudio Cozzi, Dirk Demol, Óscar Guerrero, Dror Pekatch, Cherie Pridham, Nicki Sørensen, Eric Van Lancker                                |
| 2022 | IPT    | Israel-Premier Tech    | WT   | Factor      | Manager: Kjell Carlström Dir. sportivi: Rik Verbrugghe, René Andrle, Steve Bauer, Claudio Cozzi, Dirk Demol, Gordon Fraser, Óscar Guerrero, Dror Pekatch, Nicki Sørensen, Eric Van Lancker                     |
| 2023 | IPT    | Israel-Premier Tech    | PRT  | Factor      | Manager: Kjell Carlström Dir. sportivi: Rik Verbrugghe, René Andrle, David Bailey, Steve Bauer, Sam Bewley, Jens Blatter, Dirk Demol, Óscar Guerrero, Rene Mandri, Dror Pekatch, Rubén Plaza, Eric Van Lancker |
| 2024 | IPT    | Israel-Premier Tech    | PRT  | Factor      | Manager: Kjell Carlström Dir. sportivi: Rik Verbrugghe, René Andrle, David Bailey, Steve Bauer, Sam Bewley, Óscar Guerrero, Daryl Impey, Rene Mandri, Rubén Plaza, Eric Van Lancker, Sep Vanmarcke             |
| 2025 | IPT    | Israel-Premier Tech    | PRT  | Factor      | Manager: Kjell Carlström Dir. sportivi: Steve Bauer, René Andrle, Sam Bewley, Lahav Davidzon, Tim Elverson, Óscar Guerrero, Daryl Impey, Rene Mandri, Jonathan Patrick McCarty, Rubén Plaza, Eric Van Lancker  |

### Classifiche UCI
Aggiornato al 22 ottobre 2024.
| Anno | Class.     | Pos. | Migliore cl. individuale |
| ---- | ---------- | ---- | ------------------------ |
| 2015 | Europe T.  | 56º  | Bartosz Warchoł (323º)   |
| 2016 | Africa T.  | 16º  | Dan Craven (67º)         |
| 2016 | America T. | 18º  | Mihkel Räim (117º)       |
| 2016 | Europe T.  | 31º  | Mihkel Räim (116º)       |
| 2017 | Africa T.  | 19º  | Dan Craven (92º)         |
| 2017 | America T. | 22º  | Guillaume Boivin (50º)   |
| 2017 | Asia T.    | 42º  | Guillaume Boivin (62º)   |
| 2017 | Europe T.  | 25º  | Mihkel Räim (160º)       |
| 2018 | Africa T.  | 24º  | Edwin Ávila (203º)       |
| 2018 | America T. | 8º   | Ben Hermans (9º)         |
| 2018 | Asia T.    | 10º  | Ben Hermans (17º)        |
| 2018 | Europe T.  | 7º   | Ben Hermans (63º)        |
| 2018 | Oceania T. | 11º  | Krists Neilands (49º)    |
| 2019 | Europe T.  | 4º   | Tom Van Asbroeck (73º)   |
| 2020 | WorldTour  | 22º  | Daniel Martin (29º)      |
| 2020 | Europe T.  | 56º  | Daniel Martin (25º)      |
| 2021 | WorldTour  | 10º  | Michael Woods (13º)      |
| 2022 | WorldTour  | 19º  | Dylan Teuns (32º)        |
| 2023 | WorldTour  | 16º  | Michael Woods (47º)      |
| 2024 | WorldTour  | 12º  | Corbin Strong (43º)      |

## Palmarès
Aggiornato al 5 luglio 2025.

### Grandi Giri
- Giro d'Italia

Partecipazioni: 8 (2018, 2019, 2020, 2021, 2022, 2023, 2024, 2025)
Vittorie di tappa: 2
2020: 1 (Alex Dowsett)
2021: 1 (Daniel Martin)
Vittorie finali: 0
Altre classifiche: 0
- Tour de France

Partecipazioni: 6 (2020, 2021, 2022, 2023, 2024, 2025)
Vittorie di tappa: 3
2022: 2 (Simon Clarke, Hugo Houle)
2023: 1 (Michael Woods)
Vittorie finali: 0
Altre classifiche: 0
- Vuelta a España

Partecipazioni: 4 (2020, 2021, 2022, 2024)
Vittorie di tappa: 2
2020: 1 (Daniel Martin)
2024: 1 (Michael Woods)
Vittorie finali: 0
Altre Classifiche: 0

### Campionati nazionali
- Campionati austriaci: 1

Cronometro: 2019 (Matthias Brändle)
- Campionati canadesi: 5

In linea: 2021 (Guillaume Boivin); 2024 (Micheal Woods); 2025 (Derek Gee)
Cronometro: 2022, 2023 (Derek Gee)
- Campionati danesi: 1

In linea: 2021 (Mads Würtz Schmidt)
- Campionati estoni: 2

In linea: 2016, 2018 (Mihkel Räim)
- Campionati israeliani: 11

In linea: 2016, 2019 (Guy Sagiv); 2017, 2018 (Roy Goldstein); 2023 (Itamar Einhorn); 2024 (Oded Kogut)
Cronometro: 2016 (Aviv Yechezkel); 2017 (Guy Sagiv); 2018 (Omer Goldstein); 2019 (Guy Niv); 2024 (Oded Kogut)
- Campionati lettoni: 3

In linea: 2017, 2018 (Krists Neilands)
Cronometro: 2019 (Krists Neilands)
- Campionati messicani: 1

In linea: 2016 (Luis Lemus)
- Campionati namibiani: 1

In linea: 2016 (Dan Craven)

## Organico 2025
Aggiornato al 1° agosto 2025.

### Staff tecnico
|  | Naz.                     |        | Sportivo                 |  |  |  |
|  | ------------------------ | ------ | ------------------------ |  |  |  |
|  | Finlandia (bandiera)     | GM, DS | Kjell Carlström          |  |  |  |
|  | Canada (bandiera)        | DS     | Steve Bauer              |  |  |  |
|  | Rep. Ceca (bandiera)     | DS     | René Andrle              |  |  |  |
|  | Nuova Zelanda (bandiera) | DS     | Sam Bewley               |  |  |  |
|  | Israele (bandiera)       | DS     | Lahav Davidzon           |  |  |  |
|  | Gran Bretagna (bandiera) | DS     | Tim Elverson             |  |  |  |
|  | Spagna (bandiera)        | DS     | Óscar Guerrero           |  |  |  |
|  | Sudafrica (bandiera)     | DS     | Daryl Impey              |  |  |  |
|  | Estonia (bandiera)       | DS     | Rene Mandri              |  |  |  |
|  | Stati Uniti (bandiera)   | DS     | Jonathan Patrick McCarty |  |  |  |
|  | Spagna (bandiera)        | DS     | Rubén Plaza              |  |  |  |
|  | Belgio (bandiera)        | DS     | Eric Van Lancker         |  |  |  |

### Rosa
|  | Naz.                     |  | Sportivo            | Anno |  |  |
|  | ------------------------ |  | ------------------- | ---- |  |  |
|  | Germania (bandiera)      |  | Pascal Ackermann    | 1994 |  |  |
|  | Nuova Zelanda (bandiera) |  | George Bennett      | 1990 |  |  |
|  | Canada (bandiera)        |  | Guillaume Boivin    | 1989 |  |  |
|  | Australia (bandiera)     |  | Simon Clarke        | 1986 |  |  |
|  | Canada (bandiera)        |  | Pier-André Côté     | 1997 |  |  |
|  | Israele (bandiera)       |  | Itamar Einhorn      | 1997 |  |  |
|  | Italia (bandiera)        |  | Marco Frigo         | 2000 |  |  |
|  | Gran Bretagna (bandiera) |  | Chris Froome        | 1985 |  |  |
|  | Canada (bandiera)        |  | Derek Gee           | 1997 |  |  |
|  | Rep. Ceca (bandiera)     |  | Jan Hirt            | 1991 |  |  |
|  | Francia (bandiera)       |  | Hugo Hofstetter     | 1994 |  |  |
|  | Canada (bandiera)        |  | Hugo Houle          | 1990 |  |  |
|  | Australia (bandiera)     |  | Taj Jones           | 2000 |  |  |
|  | Israele (bandiera)       |  | Oded Kogut          | 2001 |  |  |
|  | Francia (bandiera)       |  | Matis Louvel        | 1999 |  |  |
|  | Kazakistan (bandiera)    |  | Aleksej Lucenko     | 1992 |  |  |
|  | Australia (bandiera)     |  | Zac Marriage        | 2003 |  |  |
|  | Lettonia (bandiera)      |  | Krists Neilands     | 1994 |  |  |
|  | Canada (bandiera)        |  | Riley Pickrell      | 2001 |  |  |
|  | Israele (bandiera)       |  | Nadav Raisberg      | 2001 |  |  |
|  | Stati Uniti (bandiera)   |  | Matthew Riccitello  | 2000 |  |  |
|  | Australia (bandiera)     |  | Nick Schultz        | 1994 |  |  |
|  | Germania (bandiera)      |  | Michael Schwarzmann | 1991 |  |  |
|  | Stati Uniti (bandiera)   |  | Riley Sheehan       | 2000 |  |  |
|  | Gran Bretagna (bandiera) |  | Jake Stewart        | 1999 |  |  |
|  | Nuova Zelanda (bandiera) |  | Corbin Strong       | 2000 |  |  |
|  | Belgio (bandiera)        |  | Tom Van Asbroeck    | 1990 |  |  |
|  | Belgio (bandiera)        |  | Floris Van Tricht   | 2001 |  |  |
|  | Gran Bretagna (bandiera) |  | Ethan Vernon        | 2000 |  |  |
|  | Gran Bretagna (bandiera) |  | Stephen Williams    | 1996 |  |  |
|  | Canada (bandiera)        |  | Michael Woods       | 1986 |  |  |